# Euonthophagus aeneobrunneus
Euonthophagus aeneobrunneus är en skalbaggsart som beskrevs av Kabakov 1977. Euonthophagus aeneobrunneus ingår i släktet Euonthophagus och familjen bladhorningar. Inga underarter finns listade i Catalogue of Life.